# Stinco di maiale
Lo stinco di maiale è un piatto costituito dal garretto del maiale, di solito cucinato al forno, alla griglia o bollito. Il piatto richiede una cottura piuttosto lunga, e secondo alcune ricette una marinatura prima della cottura. È molto popolare nelle cucine di diversi Paesi, in particolare in quella tedesca.

## Utilizzi

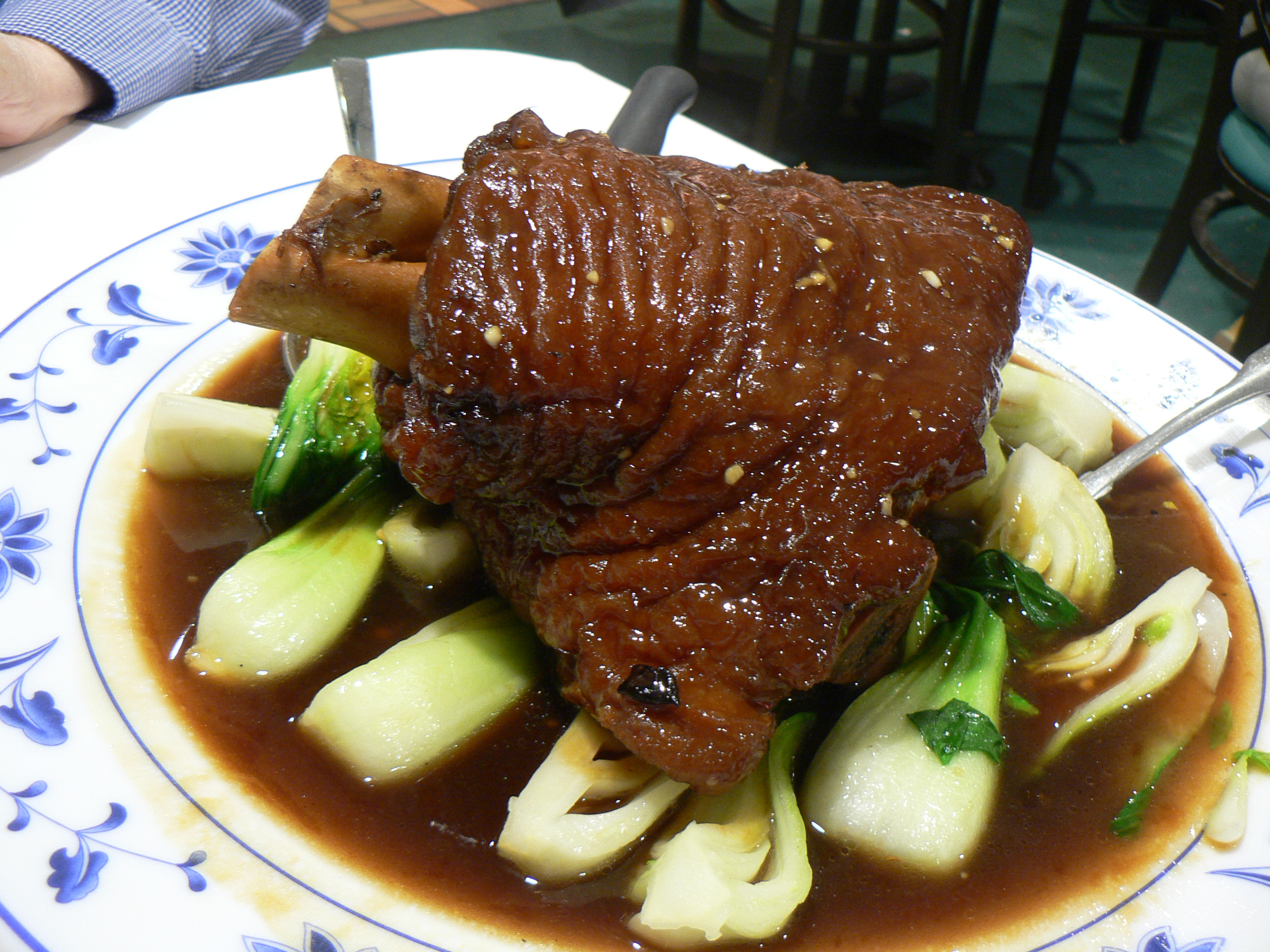
Stinco di maiale accompagnato da cavolo cinese

### Germania
Molto popolare nella cucina dell'Europa continentale, è conosciuto in Germania come Eisbein, Haxe o anche Schweinshaxe in Baviera; viene di solito cucinato al forno o alla griglia. Normalmente lo Schweinshaxe viene prima marinato a lungo e poi cotto al forno con abbondante birra, tra gli altri ingredienti vi sono cipolle, aglio e cumino. È consumato come semplice piatto principale accompagnato da Knödel e crauti o cavolo rosso in inverno e con insalata in estate, oltre a birra fresca.

### Italia
Lo stinco di maiale è entrato a far parte anche della tradizione italiana. La cottura è di solito al forno ed è analoga a quella utilizzata per lo Schweinshaxe tedesco, tra le differenze vi sono il vino rosso al posto della birra e rosmarino e altre spezie al posto del cumino. Viene spesso cucinato con patate aggiunte verso fine cottura.

### Thailandia

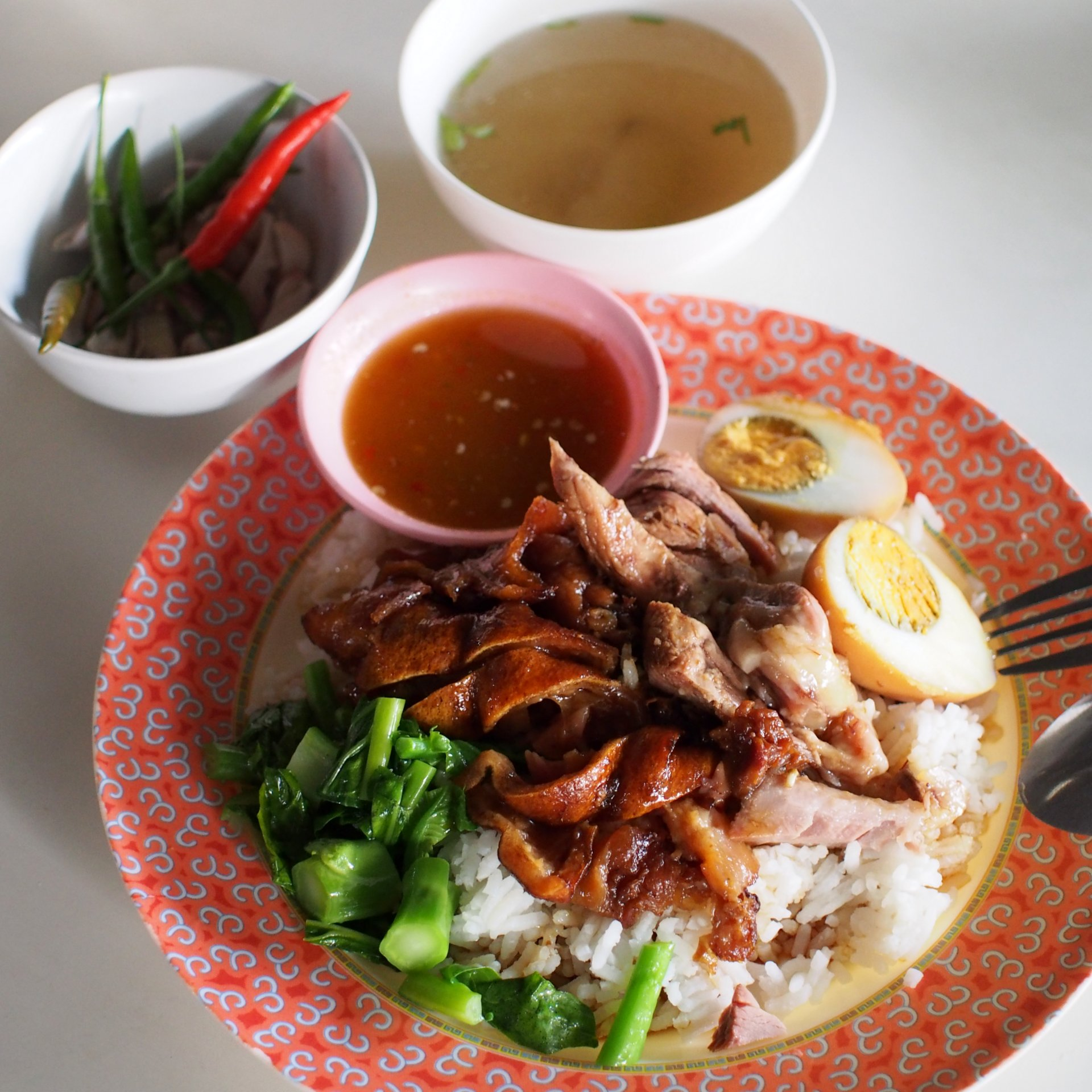
Khao kha mu

Anche in Thailandia il piatto è molto popolare, si può trovare nei migliori ristoranti o anche come cibo da strada in molte bancarelle. Viene servito con il riso bollito e prende il nome khao kha mu (in thailandese ข้าวขาหมู, khao kha moo, trasl. IPA kʰâːw kʰǎː mǔː, letteralmente riso con gamba di maiale). Lo stinco viene inizialmente fatto rosolare nell'olio e quindi trasferito in un wok a bollire a lungo a fuoco lento in un brodo di spezie, vegetali e ingredienti vari. Al momento di servirlo viene tagliato a fettine e messo sul riso bollito con a fianco listarelle di cavolo cinese bollito e, a richiesta, uovo sodo. A parte scodelline con peperoncino rosso sottaceto, brodo, peperoncino verde e aglio crudi.